# Cuisine d'Okinawa

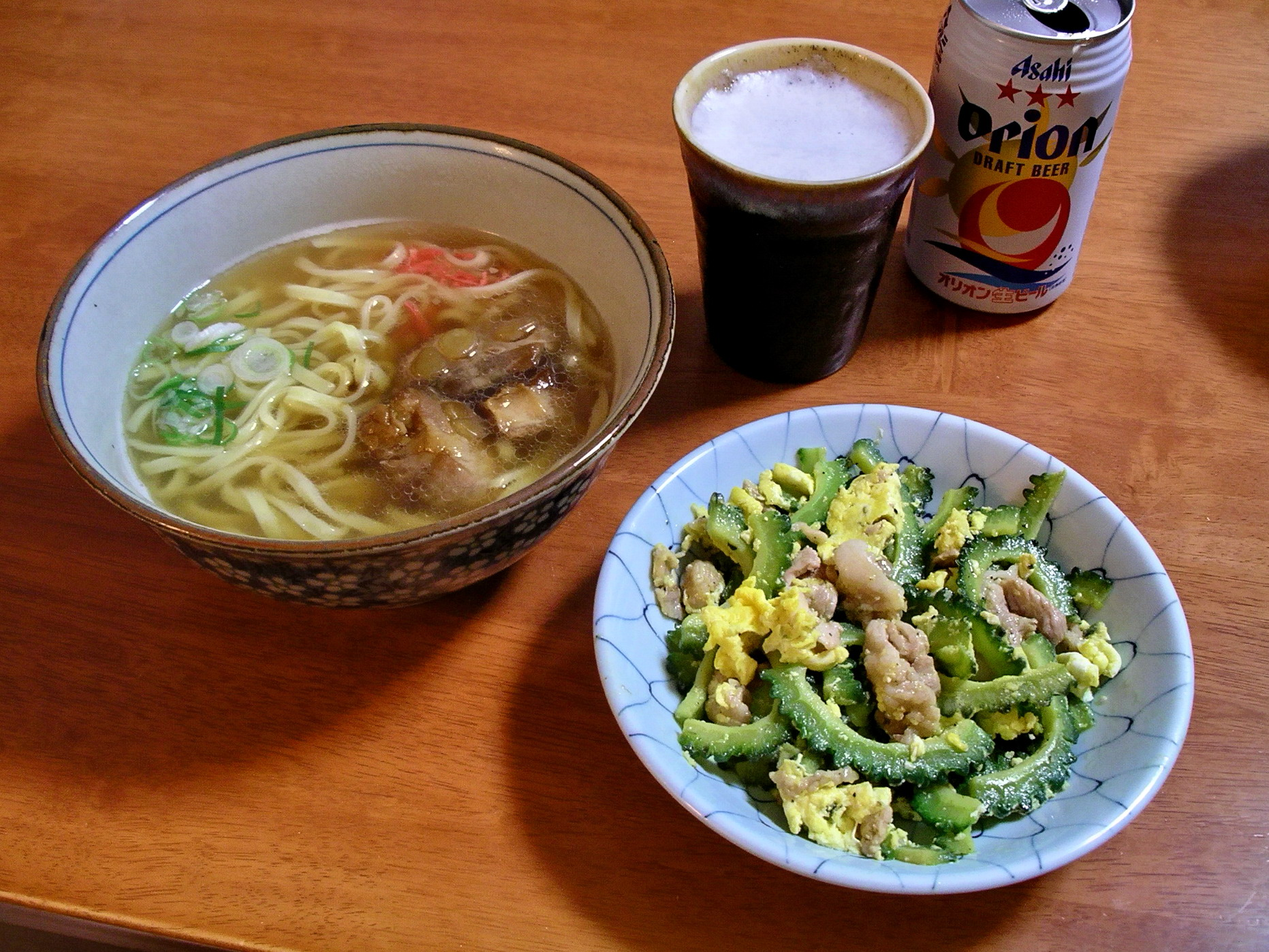
Soba et gōya chanpurū d'Okinawa avec une canette dOrion Beer, une marque locale de boisson.

La cuisine d'Okinawa se différencie de la cuisine japonaise par plusieurs aspects.
L'espérance de vie à Okinawa est la plus longue de toutes les régions du Japon, la préfecture compte cinq fois plus de centenaires que le reste du Japon, ce qui est probablement dû en grande partie à la nature de la cuisine locale. L'expression ishokudogen (医食同源) signifie que tout aliment est une forme de médecine, ou encore nuchigusui, en japonais inochi no kusuri (命の薬), que l'on peut traduire par « médicament de la vie ».
La cuisine de cour, développée pendant les dynasties des îles Ryūkyū a été influencée par la cuisine de Chine et du Japon, puis a dérivé peu à peu vers la cuisine populaire. Durant l'époque de la dynastie Shō[Laquelle ?], les chefs cuisiniers furent envoyés en Chine et dans le clan Satsuma, clan qui envahit Okinawa en 1609.

## Plats et ingrédients principaux

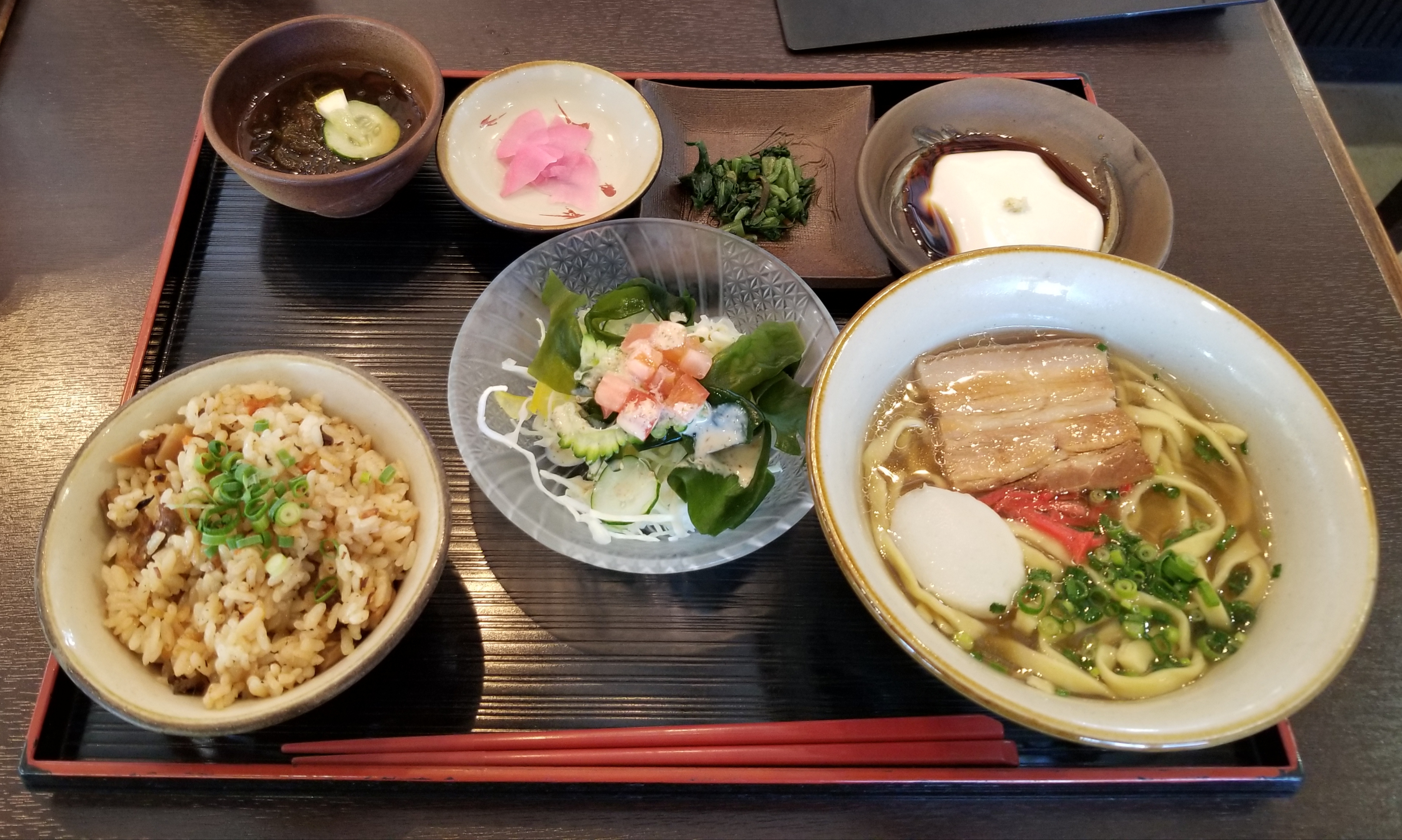
set de cuisine d'Okinawa

Selon une étude de 1949, la cuisine d'Okinawa serait basée sur des aliments complets d'origine végétale, les produits d'origine animale représentant moins de 4 % des calories totales (20 g/jour). La patate douce serait l'aliment de base, composant 69 % des calories totales, suivie du riz (12 %), du blé et de l'orge (7 %) et des légumes secs (dont le soja) (6 %). Les autres légumes ne représenteraient que 3 % des calories mais environ 115 g par jour. L’organisme enquêteur était U.S. Occupation Headquarters, World War II. Autrement dit, les sujets ont été consultés pendant la période de l’occupation américaine faisant suite à la Seconde Guerre mondiale où il existait de sérieuses restrictions alimentaires, la consommation de viande y était beaucoup plus faible que normalement. Des aliments de substitution, tels que la patate douce, ont constitué seulement temporairement le régime de l'île. Cette étude ne reflète donc pas les pratiques nutritionnelles avant et après cette période dramatique.
En 1993, National Geographic indique que l'alimentation est pauvre en sel, pauvre en matières grasses, et est constituée de poissons locaux et d'énormes quantités de tofu et d'algues marines.
Selon Hiroko Sho :
« Les cochons ont été introduits dans les Ryukyus pour la première fois par les immigrants chinois en 1392, mais ils ne se sont pas répandus à cause du manque de nourriture dans les fermes de l’époque. Lorsque les patates douces ont été introduites depuis la province de Fukkien en Chine, toutefois, la pratique de l’élevage s’est répandue rapidement, marquant le début de la culture de la consommation de viande. […] À Okinawa, on a des dictons tels que “Mange le cochon entier sans rien laisser” et “Vous pouvez manger toutes les parties d’un cochon en dehors de son grognement”. En d’autres termes, la cuisine du porc se caractérise par une utilisation intelligente de toute la bête, y compris les cuisses et les pattes du porc, les oreilles, la peau du visage, le cœur, les reins, les poumons et d’autres organes. »
Le plat local récurrent est le chanpurū, mélange de tofu, de légumes et de porc ou de n'importe quel ingrédient, le tout sauté dans une poêle.
Un ingrédient entrant dans la composition de nombreux repas, surtout en été pour lutter contre la chaleur, est le niga-uri (苦瓜, lit. « melon amer ») ou gōya dans le dialecte d'Okinawa, appelée en français margose.
On trouve aussi couramment l'Okinawa soba, pâtes qui ressemblent grossièrement à des spaghettis plutôt qu'aux habituelles pâtes asiatiques. Le bouillon pour les soba d'Okinawa est préparé à partir d'os de porc auxquels on peut ajouter des oignons, du poisson bouilli, de la viande de porc, et bien sûr quelques-unes des nombreuses herbes aromatiques et/ou médicinales cultivées sur l'île.
Enfin, un autre ingrédient considéré par les Japonais comme typique d'Okinawa est ce qu'on appelle umibudō (littéralement « raisins de la mer »). Il s'agit d'une sorte d'algue en forme de grappe de raisins miniatures, et qui ne pousse que dans l'archipel d'Okinawa. Une autre algue comestible essentiellement produite à Okinawa est le mozuku.
Selon Shinkichi Tawada, professeur en agronomie à l'Université des Ryūkyū de Nishihara, à Okinawa, la consommation des feuilles de l'Alpinia zerumbet, plante de la famille du gingembre, appelée localement gettō (月桃), serait à l'origine du secret de la longévité des habitants d'Okinawa,.